# Slowakische Volleyballnationalmannschaft der Frauen
Die slowakische Volleyballnationalmannschaft der Frauen ist eine Auswahl der besten slowakischen Spielerinnen, die die Slovenská Volejbalová Federácia bei internationalen Turnieren und Länderspielen repräsentiert. Die Mannschaft entstand 1993 nach dem Zerfall der Tschechoslowakei.

## Geschichte
Die Slowakinnen nahmen 2003 zum ersten Mal an einer Volleyball-Europameisterschaft teil und wurden Neunter. Bei der EM 2007 und 2009 belegten sie den 13. Platz. 2019 folgte Platz 12 und 2021 Platz 17.
Die slowakischen Frauen konnten sich noch nie für eine Volleyball-Weltmeisterschaft oder Olympische Spiele qualifizieren. Beim World Cup und beim World Grand Prix haben sie ebenfalls noch nicht mitgespielt.